# Coné
Coné es un personaje ficticio de la historieta Condorito, creado por el historietista chileno Pepo. Es el sobrino del protagonista y, al igual que su tío, es un cóndor antropomorfo. Apareció en la edición 22 de Condorito en 1967.
A inicios de la década de 1980 protagonizó su propia revista, Coné el travieso. En Mejillones, Chile, se encuentra una figura de metro y medio de altura de Coné.
Este personaje aparece en Condorito: la película, un filme animado en 3D y cuyo personaje estuvo a cargo de Camila Rojas en Chile y Mauricio López para Hispanoamérica. Asimismo, apareció en una exposición celebrada el 8 de agosto de 2019 en la Biblioteca Nacional de Chile.

## Personaje
Coné es un cóndor antropomorfo que vive junto a su tío Condorito en la ciudad de Pelotillehue. Coné es físicamente idéntico a su tío, sólo que es de estatura más pequeña, usa pantalón corto, es mucho más aficionado a las bromas pesadas y tiene más panza. En una historieta revela que tiene 8 años recién cumplidos. 
Coné llegó del sur a vivir con su tío, ya que era huérfano y una mujer que cuidaba de él temporalmente lo manda a Condorito. La idea original de Condorito era bautizarlo como 'Ugenio', ante lo cual el sacerdote le dice 'Con "E" hijo mío (Eugenio)', ante lo cual Condorito accede diciéndole 'Como Ud. quiera padrecito'.
Según las palabras del historiador chileno Jorge Rojas Flores, se trata de un personaje pícaro, probablemente con problemas de desnutrición que proviene del campo. Presenta unos rasgos muy característicos y definidos en la caricatura.

«El personaje proviene del campo, al igual que su tío, y ha quedado huérfano. Sin mayores detalles sobre su vida anterior, siempre es representado por rasgos pícaros. Además tiene vientre abultado y viste pantalones cortos y ropa estrecha que le deja visible el ombligo, rasgos que le dan un aspecto característico». Jorge Rojas Flores.

El personaje estuvo fuertemente relacionado con los problemas escolares y de pobreza que sufrió Chile en la década de 1960, según Catalina Littin, directora ejecutiva de la Fundación Superación de la Pobreza.

«En los 60' Coné llega a la casa de su tío, a una casa básica, de material ligero y es por primera vez escolarizado, esta realidad representada en ese personaje, es lo que constituye un cambio muy importante en el país. Las políticas educativas de la época comienzan a expandir de manera relevante el acceso a la educación y comienza a gestarse un ciclo virtuoso de políticas sostenidas, que permiten a niños y niñas en situación de pobreza alfabetizarse y también comenzar a nutrirse de mejor manera, en un país en el que la desnutrición infantil era una dramática realidad». Catalina Littin. Directora ejecutiva de la Fundación Superación de la Pobreza.